# Kobilje (gmina Malo Crniće)
Kobilje (cyr. Кобиље) – wieś w Serbii, w okręgu braniczewskim, w gminie Malo Crniće. W 2011 roku liczyła 727 mieszkańców.